# Ruy Martínez de Vera y Centelles
Ruy Martínez de Vera y Centelles (Zaragoza), I señor de Rabanera, fue un noble español.

## Orígenes familiares
Era hijo de Martín de Vera y Pomar, de Zafra, y de su esposa, casados en Zaragoza, Teresa de Centelles y Oliva, y hermano, entre otros, de Rodrigo de Vera, de Zaragoza, casado con Beatriz de Vargas, con descendencia. Era nieto paterno de Diego García de Vera y Vera de Aragón, de Zafra, y de su esposa Margarita González de Pomar Hijar y Romeu, bisnieto de Diego Martínez de Vera, de Zafra, y de su esposa y prima Blanca García de Vera de Aragón, hija de García Mateo de Vera de Aragón y trisnieto de Martín Díaz de Vera, a su vez hijo de Diego Sánchez de Vera, nieto paterno de Sancho Sánchez de Vera de Aragón y Salvadores, bisnieto de Sancho Ramírez de Vera de Aragón y Soria y de su esposa Mencía Salvadores y trisnieto de Carlos de Aragón y Vera y de su esposa Sancha Fortúnez de Soria, hija de Fortún Sánchez de Soria. Carlos de Aragón y Vera es un de los dos supuestos hijos bastardos de Ramiro I de Aragón y de Elvira de Vera.

## Biografía
Fue comendador de Alcuéscar en la Orden de Santiago, maestresala, ayo y camarero del infante Enrique de Aragón y I señor de la villa de Rabanera en Soria en 1418.

## Matrimonio y descendencia
Se casó en Mérida con Mencía de Padilla, hija de Martín Díaz de Padilla, II señor de Vallejera, y de su esposa Leonor (1317-1368) y sobrina de María de Padilla. Fueron padres de Rodrigo de Vera y Aragón y Padilla.